# Шлёнская, Галина Максимовна
Гали́на Макси́мовна Шлёнская (14 мая 1932 года, Красноярск — 19 мая 2012 года, Красноярск) — советский и российский литературовед, литературный критик, публицист, кандидат филологических наук, профессор, популяризатор сибирской литературы. С её именем связано создание факультета филологии и журналистики в Красноярском государственном университете и основание на нём кафедры истории литературы и поэтики. На протяжении многих лет исследовала творчество В. П. Астафьева.

## Биография
Девичья фамилия Галины Максимовны — Кострикова. Отец — двоюродный брат С. М. Кирова.
В 1954 году окончила Свердловский государственный педагогический институт по специальности «преподаватель русского языка и литературы».
В 1968 году в Барнаульском государственном педагогическом университете защитила диссертацию на соискание учёной степени кандидата филологических наук на тему «Лирические повести Владимира Солоухина (некоторые вопросы мастерства и жанра)».
В разные годы работала учителем средней школы, преподавателем в вузах Свердловска, Барнаула, но основная часть её научно-педагогической деятельности связана с Красноярском.
В 1985—1989 годах работала заместителем директора филиала Института русского языка им. А. С. Пушкина в Праге. В годы работы в Чехии за активную научную, научно-методическую и просветительскую работу награждена Большой серебряной медалью Карлова университета в Праге, Медалью Зденека Неедлы, а также тремя почётными грамотами посольства СССР в Чехии.
По возвращении из Чехии преподавала в Красноярском государственном университете. С 1989 по 1998 год заведовала кафедрой истории литературы и поэтики.
В целом за шестьдесят лет педагогической и просветительской деятельности воспитала множество учеников — не только в Красноярском крае, на Алтае, но и в других регионах России и Сибири, в Чехии и в других славянских странах.
Скончалась 19 мая 2012 года. Похоронена на Аллее славы кладбища Бадалык.

## Просветительская деятельность
Г. М. Шлёнская активно сотрудничала с Краевым институтом усовершенствования учителей. Ею прочитано громадное количество лекций для учителей города и края. Эта плодотворная научно-просветительская деятельность отмечена почетными грамотами Администрации города и края.
Вела литературные рубрики телепрограммы «Русские вечера» на Государственном краевом телевидении.
Стояла у истоков создания «Литературного лицея», где на протяжении многих лет читала лекции о русской литературе и была руководителем Творческой мастерской, работала с талантливыми школьниками, готовила к публикации их дебютные произведения в краевой прессе.

## Основные публикации

### Монографии
- Шлёнская Г.М. Мужество преодоления: заметки о лирической поэзии Е.К. Стюарт. — Красноярск: Краснояр. ун-та, 1985. — 119 с.
- Шлёнская Г.М. "И открой в себе память...": воспоминания о В.П. Астафьеве: материалы к биографии писателя. — Красноярск: СФУ, 2008. — 344 с.

### Статьи
- Шлёнская Г. М. К вопросу об идейно-художественном своеобразии рассказов В. Солоухина (на материале рассказа «Наша дама») // Науч. труды Новосиб. пед. ин-та. Вып.22. Вопросы русской, советской и зарубежной литературы. Новосибирск, 1969.
- Шлёнская Г. М. Некоторые особенности стиля военной лирики Г. Суворова // Проблемы жанра в литературе Сибири: сб. / редколлегия: В. Г. Одиноков и др. Новосибирск: Наука, Сибирское отделение, 1977. С. 127—138.
- Шлёнская Г. М. Поэзия Вячеслава Назарова // Енисей. 1982. № 1. С. 66-73.
- Шлёнская Г. М. Актуальные проблемы изучения русской литературы послеоктябрьского периода (методич. рекомендации); Программа факультативного курса «Человек и время» (по страницам русской послеоктябрьской литературы) // Актуальные проблемы изучения литературы в средних учебных заведениях: метод. рекомендации / под общей ред. Г. М. Шлёнской. Красноярск, 1994. Вып. 1.
- Шлёнская Г. М. Виктор Астафьев и Иван Бунин: (к постановке проблемы) // Дар слова. Виктор Петрович Астафьев: (к 85-летию со дня рождения): библиогр. указ., статьи. Иркутск, 2009. С. 528—544.
- Шлёнская Г.М.  Исповедь перед боем / Галина Шленская // Сибирские огни.– №5 / 2010 (март). - С.157 - 167